# Hauptstraße 78 (Korschenbroich)

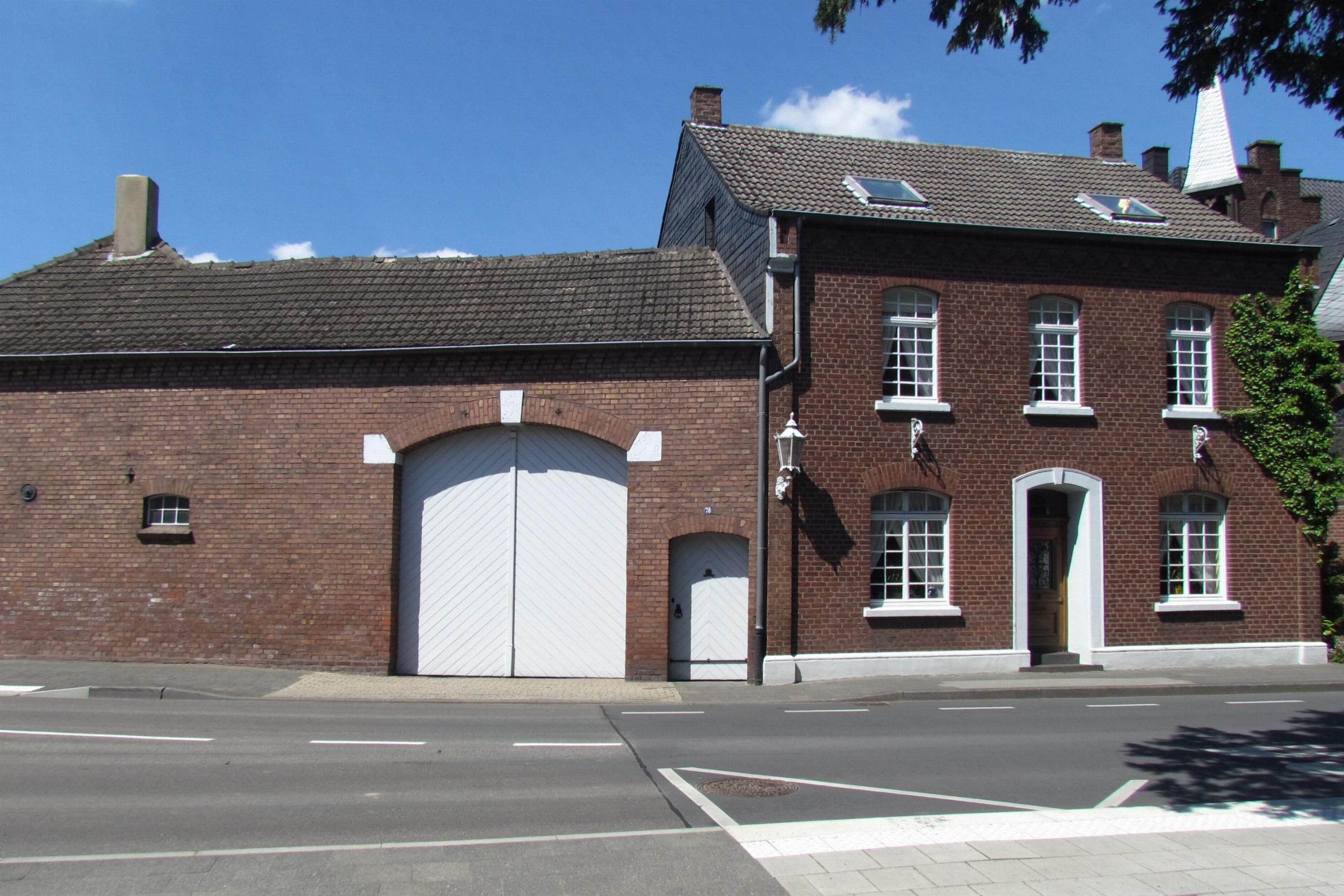
Backsteinhofanlage

Die Backsteinhofanlage Hauptstraße 78 steht im Stadtteil Glehn in Korschenbroich im Rhein-Kreis Neuss in Nordrhein-Westfalen.
Das Gebäude wurde in der zweiten Hälfte des 19. Jahrhunderts erbaut und unter Nr. 178 am 14. Februar 1991 in die Liste der Baudenkmäler in Korschenbroich eingetragen.

## Architektur
Es handelt sich hier um eine geschlossene vierflügelige Backsteinhofanlage aus der zweiten Hälfte des 19. Jahrhunderts. Das Wohnhaus ist zweigeschossig in drei Achsen erstellt. Die Giebelseite ist blechverkleidet.
Trotz insgesamt geringfügigen Veränderungen hat diese Hofanlage ihr ursprüngliches Erscheinungsbild erhalten. Diese Hofanlage erfüllt die Voraussetzungen des § 2 DSchG NW zur Eintragung in die Denkmalliste. Sie ist bedeutend für die Geschichte des Menschen als kulturgeschichtliches Zeugnis der Arbeits- und Wohnverhältnisse im 18. Jahrhundert und für Städte und Siedlungen im ortsgeschichtlichen Sinne. Für deren Erhaltung und Nutzung liegen wissenschaftliche, hier architektur- und siedlungsgeschichtliche Gründe vor.